# Campbell (mjesečev krater)
Campbell je veliki lunarni udarni krater koji se nalazi na sjevernoj polutcii na suprotnoj strani Mjeseca. Nalazi se jugozapadno od obzidane ravnice D'Alembert, još veće formacije. Kad bi se Campbell nalazio na Zemlji okrenutoj strani Mjeseca, formirao bi jedan od najvećih vidljivih kratera, malo veći od Schickarda . Omeđen je s nekoliko značajnih kratera, s Wienerom na jugozapadu, Von Neumannom samo na jugu, Leyjem koji prekriva jugoistočni rub i Pawseyem na zapadu.
Ova je formacija jako istrošena i erodirana poviješću udara, ostavljajući kružni rub koji je nepravilan prsten grebena i vrhova. Više malih kratera nalazi se duž ruba i unutarnjeg zida, kao i preko unutarnjeg poda. Najznačajniji od njih su Campbell X uz sjeveroistočni unutarnji rub i Campbell N u blizini južnog unutarnjeg zida.
Velik dio unutarnjeg poda prekriven je mnoštvom manjih udaraca; iznimka je široka mrlja poda koju je bazaltna lava obnovila. Ovo područje ima niži albedo od svoje okoline, pa se čini tamnim. Proteže se od središta Campbella prema zapadnom rubu i ima nepravilan obod.
Južno od Campbella i zapadno od Von Neumanna nalazi se neobičan krater. Formiran je od dva ili više kratera koji se preklapaju, a najnoviji je Wiener F, gotovo šesterokutna formacija s hrapavom unutrašnjošću.

## Satelitski krateri
Prema konvenciji, te se značajke identificiraju na lunarnim kartama postavljanjem slova na onu stranu središnje točke kratera koja je najbliža Campbellu.
| Campbell | Zemljopisna širina | Zemljopisna dužina | Promjer |
| -------- | ------------------ | ------------------ | ------- |
| A        | 52,2° N            | 155,2° istočno     | 20 km   |
| E        | 46,4° N            | 158,6° E           | 15 km   |
| N        | 43,2° N            | 152,3° istočno     | 23 km   |
| x        | 47,7° S            | 149,4° istočno     | 24 km   |
| Z        | 48,8° S            | 152,9° istočno     | 28 km   |

## Vanjske poveznice
|  | Zajednički poslužitelj ima još gradiva o temi Campbell (mjesečev krater) |